# Arthur Schmiegelow
Arthur Schmiegelow (født 4. september 1920 i København, død 6. juli 2005) var en dansk bankdirektør.

## Karriere
Han var søn af boghandler Lauritz Schmiegelow (død 1929) og hustru Constance f. Sheppard (død 1934). Han blev student fra Øregård Gymnasium 1939, var medarbejder ved Finanstidende 1946 og blev cand.polit. i 1947. Samme år blev han ansat som sekretær i Det Danske Luftfartsselskab, men allerede året efter skiftede han til Privatbanken, hvor han fik en lang karriere. Arthur Schmiegelow avancerede fra kontorchef i 1952 til underdirektør i 1955, og efter et år som vicedirektør 1964 blev han i 1965 direktør, hvilket han var frem til 1986.
Under Besættelsen var Schmiegelow modstandsmand i Studenternes Efterretningstjeneste og distribuerede bl.a. illegale løbesedler.

## Tillidshverv
Schmiegelow havde en række tillidshverv inden for erhvervs- og finansverdenen. Han var medlem af bestyrelsen for Chr. C Rahr & Co., A/S til 1965; formand for bestyrelsen for Rosenborg Børnehave; kasserer i Vesterbro Ungdomsgård; medlem af Eksportkreditrådet 1968-72 og medlem af repræsentantskabet for Finansieringsinstituttet for Industri og Håndværk. Han sad efter sin pensionering blandt andet også i bestyrelsen for Kunstindustrimuseet og Vikingeskibsmuseet. Han var Ridder af 1. grad af Dannebrogordenen.
Schmiegelow blev gift 16. marts 1951 med cand. jur. Sonja Åkerlund (født 19. juli 1920 på Frederiksberg), datter af grosserer, generalkonsul Henry Åkerlund og hustru Gerda f. Møller.
Han boede i Hellerup og senere i Holte.